# Resolutie 134 Veiligheidsraad Verenigde Naties
Resolutie 134 van de Veiligheidsraad van de Verenigde Naties werd op de eerste dag van april 1960 aangenomen. Negen leden van de Veiligheidsraad van de Verenigde Naties stemden voor terwijl Frankrijk en het Verenigd Koninkrijk zich onthielden.

## Achtergrond
Sinds 1948 werd in Zuid-Afrika een politiek van apartheid gevoerd. Dat kwam neer op een scheiding van de blanke en de zwarte bevolking waarbij die eersten bevoordeeld werden.
Op 21 maart 1960 werd hiertegen betoogd in Sharpeville. De zwarte betogers werden door de politie beschoten en daarbij kwamen tientallen onder hen om het leven.

## Inhoud
De Veiligheidsraad had de klacht van 29 lidstaten bestudeerd, over grootschalige dodingen van ongewapende vreedzame betogers tegen racistische discriminatie en segregatie in de Unie van Zuid-Afrika. De Veiligheidsraad erkende dat die situatie voortkwam uit de racistische politiek van de Zuid-Afrikaanse overheid, die oproepen van de Verenigde Naties om zich aan het Handvest van de Verenigde Naties te houden naast zich blijft neerleggen. De Raad hield rekening met de ernstige bezorgdheid van overheden en mensen in de hele wereld over de gebeurtenissen in Zuid-Afrika, en erkende dat de situatie tot internationale wrijvingen had geleid en de internationale vrede en veiligheid in gevaar kon brengen.
De Veiligheidsraad betreurde de doden en condoleerde hun families. Het beleid van de Zuid-Afrikaanse overheid die de situatie had veroorzaakt werd veroorzaakt. Zuid-Afrika werd opgeroepen tot gelijkheid tussen rassen te komen, om te zorgen dat de huidige situatie zich niet zou herhalen en de apartheid en raciale discriminatie af te schaffen. De secretaris-generaal werd gevraagd regelingen te treffen met Zuid-Afrika ten behoeve van de principes van het VN-Handvest.
Lijst ·  133 ·  134 ·  135 ·  136 ·  137 ·  138 ·  139 ·  140 ·  141 ·  142 ·  143 ·  144 ·  145 ·  146 ·  147 ·  148 ·  149 ·  150 ·  151 ·  152 ·  153 ·  154 ·  155 ·  156 ·  157 ·  158 ·  159 ·  160